# Fauste de Byzance
Pour les articles homonymes, voir Fauste.
Fauste ou Faustus de Byzance  ou Pavstos Buzand ou Pʿawstos Biwzandac̣i (en arménien : Փավստոս Բյուզանդ) est un historien arménien du Ve siècle. Il est l'auteur d'une Histoire de l'Arménie  en trois volumes, dont les deux premiers sont perdus. L'ouvrage couvre les règnes d'Arsace II et de son fils Pap.